# Brumano
Brumano – miejscowość i gmina we Włoszech, w regionie Lombardia, w prowincji Bergamo.
Według danych na styczeń 2009 gminę zamieszkiwało 96 osób przy gęstości zaludnienia 11,9 os./1 km².